# Le ombre
Le ombre è un romanzo scritto da Francesco Mastriani nel 1868.

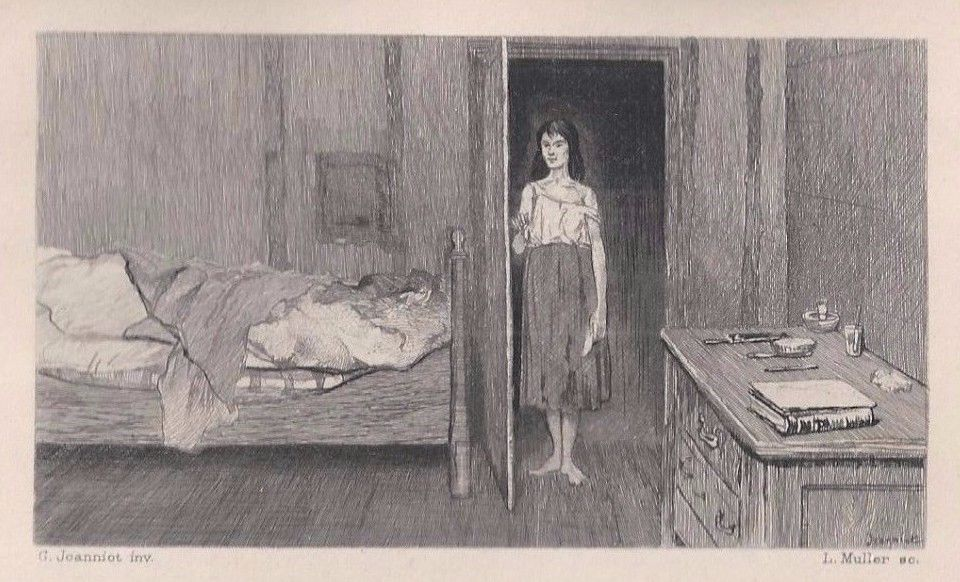
Povero angelo! Ecco il tuo destino nel mezzo di questa aggregazione di crudeli egoismi che si domanda civil società!

## Trama
La piccola Marcellina non fa in tempo a conoscere la madre scomparsa prematuramente in seguito a delle complicazioni del parto. Dopo l'infanzia trascorsa all'orfanotrofio dove la piccola fa le prime conoscenze dell'ambiente assistenziale dell'epoca, Marcellina è adottata da una coppia di poveri artigiani Tommaso e Francesca che, però, a causa delle precarie condizioni economiche l'avviano subito al lavoro. Purtroppo la vita non è facile e le frequenti liti dei due coniugi non certo le facilitano la permanenza che si interrompe bruscamente dopo una violenta lite in cui Tommaso, ormai malato e fuori di sé, colpisce e uccide la moglie. Dopo tale tragico fatto di sangue, Marcellina fugge e trova una temporanea sistemazione presso la baronessa Eleonora Munez. Anche qui però è oggetto di scherno da parte della servitù a causa della sua rara bellezza ed innocenza. Nel suo vagabondare, Marcellina incontra la prostituta Maddalena Caruso che però riesce ad evitargli quel triste destino riservato alle donne e riesce a farle ottenere un posto presso un opificio dove incontro l'amore della sua vita: Mariano di Rocca. Le disgrazie però non sono finite per la povera protagonista. In una agguato di camorra, Mariano è costretto a difendersi con un coltello causando la morte del suo aggressore. Ma le sue ragioni non sono credute dal magistrato che lo condanna all'ergastolo. Altre vicende coinvolgono la povera Marcellina costretta a scontrarsi con altre figure di malaffare (ombre) della malavita partenopea fino all'epilogo in piena epidemia di colera.